# Comuna Hrozovo, Starîi Sambir
Hrozovo (în ucraineană Грозьово) este o comună în raionul Starîi Sambir, regiunea Liov, Ucraina, formată din satele Hrozovo (reședința) și Vîțiv.

## Demografie
Componența lingvistică a comunei Hrozovo
     Ucraineană (99,87%)
     Alte limbi (0,13%)
Conform recensământului din 2001, majoritatea populației comunei Hrozovo era vorbitoare de ucraineană (99,87%), existând în minoritate și vorbitori de alte limbi.